# Homomorfismus

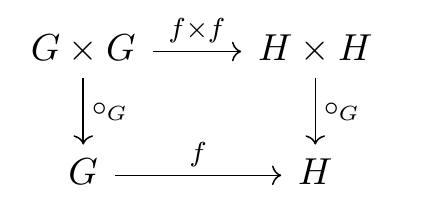
Komutativní diagram grupového homomorfismu.

Homomorfismus (v lineární algebře někdy také prostě morfismus) je zobrazení z jedné algebraické struktury do jiné stejného typu, které zachovává veškerou důležitou strukturu.
Každý typ algebraické struktury má svůj typ homomorfismu (mluvíme o grupovém homomorfismu, okruhovém apod.). Například zobrazení {\displaystyle f(x)=x+2} je pologrupový homomorfismus, ale nikoli monoidový homorfismus, z monoidu {\displaystyle [Z^{0+},\max ,0]} do monoidu {\displaystyle [Z^{+},\max ,1]}, tj. z celých nezáporných čísel do celých kladných čísel s operací {\displaystyle \max }, která vrátí větší z operandů ("vstupů"). Nezobrazí totiž neutrální prvek 0 na neutrální prvek druhého monoidu, kterým je číslo 1.
Obecně je homomorfismus zobrazení {\displaystyle \phi :A\rightarrow B} mezi dvěma algebraickými strukturami stejného typu takové, že pro každou definovanou operaci {\displaystyle f} a pro všechna {\displaystyle x_{i}} v {\displaystyle A} platí
{\displaystyle \phi (f_{A}(x_{1},\ldots ,x_{n}))=f_{B}(\phi (x_{1}),\ldots ,\phi (x_{n}))}.
Například u pologrup A, B s operacemi {\displaystyle \circ _{A},\circ _{B}} tento zápis znamená, že {\displaystyle \phi (x_{1}\circ _{A}x_{2})=\phi (x_{1})\circ _{B}\phi (x_{2})}. Tedy {\displaystyle \phi (x)=x} není pologrupovým homomorfismem z pologrupy přirozených čísel se sčítáním {\displaystyle [N,+]} do pologrupy racionálních čísel s násobením {\displaystyle [Q,*]}, protože existují čísla, pro která neplatí {\displaystyle \phi (x+y)=\phi (x)*\phi (y)}, tj. {\displaystyle x+y=x*y}. Ovšem je homomorfismem z {\displaystyle [N,+]} do {\displaystyle [Q,+]}, tj. do pologrupy racionálních čísel s operací sčítání – což je zcela jiný objekt s odlišnými vlastnostmi.

## Typy homomorfismů
- izomorfismus je bijektivní homomorfismus (prostý a na).
- monomorfismus je homomorfismus {\displaystyle f}, který je zároveň prostým neboli injektivním zobrazením. To je ekvivalentní s podmínkou, že — řečeno jazykem teorie kategorií — {\displaystyle f} je odstranitelný vlevo, tedy pro všechna zobrazení {\displaystyle g,h}: {\displaystyle f\circ g=f\circ h\Rightarrow g=h}.
- epimorfismus je homomorfismus {\displaystyle f}, který je zobrazením na cílovou strukturu, tj. surjektivním zobrazením. Např. {\displaystyle f(x)=4x} je epimorfismus z pologrupy přirozených čísel (se sčítáním) do pologrupy kladných násobků čtyř (se sčítáním). Není však epimorfismem do celočíselných násobků čtyř ani do kladných násobků dvou (tj. kladných sudých čísel), protože nezobrazí žádné přirozené číslo na —4 ani na 2.

- V teorii kategorií se monomorfismus definuje jako morfismus {\displaystyle f} odstranitelný vpravo, tedy takový, že pro všechna zobrazení {\displaystyle g,h}: {\displaystyle g\circ f=h\circ f\Rightarrow g=h}. Tyto dvě definice většinou splývají, ale ne vždy: {\displaystyle f(x)=x} z pologrupy celých čísel (se sčítáním) do racionálních čísel (se sčítáním) je epimorfismem v kategoriálním smyslu, ačkoli oborem hodnot nejsou všechna  racionální čísla, nýbrž jen celá.

- endomorfismus je homomorfismus z objektu do sebe sama. Tj. "endomorfismus na reálných číslech" znamená "homorfismus z {\displaystyle R} do {\displaystyle R}".
- automorfismus je endomorfismus, který je také izomorfismem.

## Příklad
Mějme Z grupu celých čísel a Zn množinu všech celých čísel od 0 do n-1 s operacemi modulo n.
Pak zobrazení f: Z → Z4 : f(x) = 2x mod 4 (které zobrazí lichá čísla na číslo 2 a sudá na 0) je homomorfismus, protože f(x+y) = f(x) + f(y). Například f(3+5) = f(8) = 0 = 2 + 2 = f(3) + f(5). V grupě Z4 totiž platí 2 + 2 = 0.
Naopak zobrazení f(x) = 1 + ( 2x mod 4 ) , které zobrazí sudá čísla na 1 a lichá čísla na 3, homomorfismus není, protože f(0) + f(0) = 2, ale f(0+0) = 1.

## Zobecnění v univerzální algebře
Mnoho faktů o homomorfismech není třeba dokazovat pro každou matematickou strukturu zvlášť (zvlášť pro grupy, vektorové prostory, svaz apod.), protože prostředky univerzální algebry umožňují je dokázat zároveň pro širokou třídu struktur. Příkladem jsou věty o izomorfismu.

## Jádro homomorfismu
Jádro homomorfismu f  (značené Ker f) popisuje, které dvojice prvků homomorfismu se zobrazí na tentýž prvek.
Ve strukturách s binární operací, které mají zaručenu existenci neutrálního a inverzního prvku, je obvyklé tuto informaci reprezentovat tak, že jádrem homomorfismu rozumíme podstrukturu tvořenou všemi prvky, které se zobrazí na neutrální prvek. V takových strukturách pak platí, že f(x) = f(y) právě když y-x {\displaystyle \in } Ker f.
Příklad:
- Máme-li f: Z6 → Z6 : f(x) = 2x mod 6, pak Ker f = {0,3}
- Jiným příkladem je zobrazení z třírozměrného do dvourozměrného vektorového prostoru, které každý bod svisle promítne do vodorovné roviny procházející počátkem. (Lze si to představit jako zobrazení, které každé kuličce v prostoru přiřadí její stín na vodní hladině, pokud je slunce přesně svisle nad námi.) Jádrem takového zobrazení je svislá přímka procházející počátkem.

Tento přístup nelze ale použít pro struktury, které výše uvedenou podmínku nesplňují. Například svaz má dvě binární operace, monoid či grupoid sice mají jednu, ale není zaručena existence opačného prvku, některé signatury nemají žádnou binární operaci apod.
Proto se jádro homomorfismu definuje výše uvedených způsobem v teorii grup, okruhů lineárních prostorů apod., ale častěji se používá obecnější definice, která má smysl pro širokou třídu algebraických struktur:
Jádrem homomorfismu f z A do B rozumíme binární relaci ~ na A takovou, že x~y právě když f(x) = f(y)
Podle této definice jádro homomorfismu
f: Z6 → Z6 : f(x) = 2x mod 6
obsahuje dvanáct uspořádaných dvojic:
Ker f = {
(0,0), (0,3), (3,0) , (3,3) ,
(1,1), (1,4), (4,1) , (4,4) ,
(2,2), (2,5), (5,2) , (5,5) }

## Kongruence a faktoralgebry
Jádro každého homomorfismu je kongruencí na A a proto definuje faktoralgebru A / Ker f, která je podle první věty o izomorfismu izomorfní s oborem hodnot f.